# حوضه آمازون

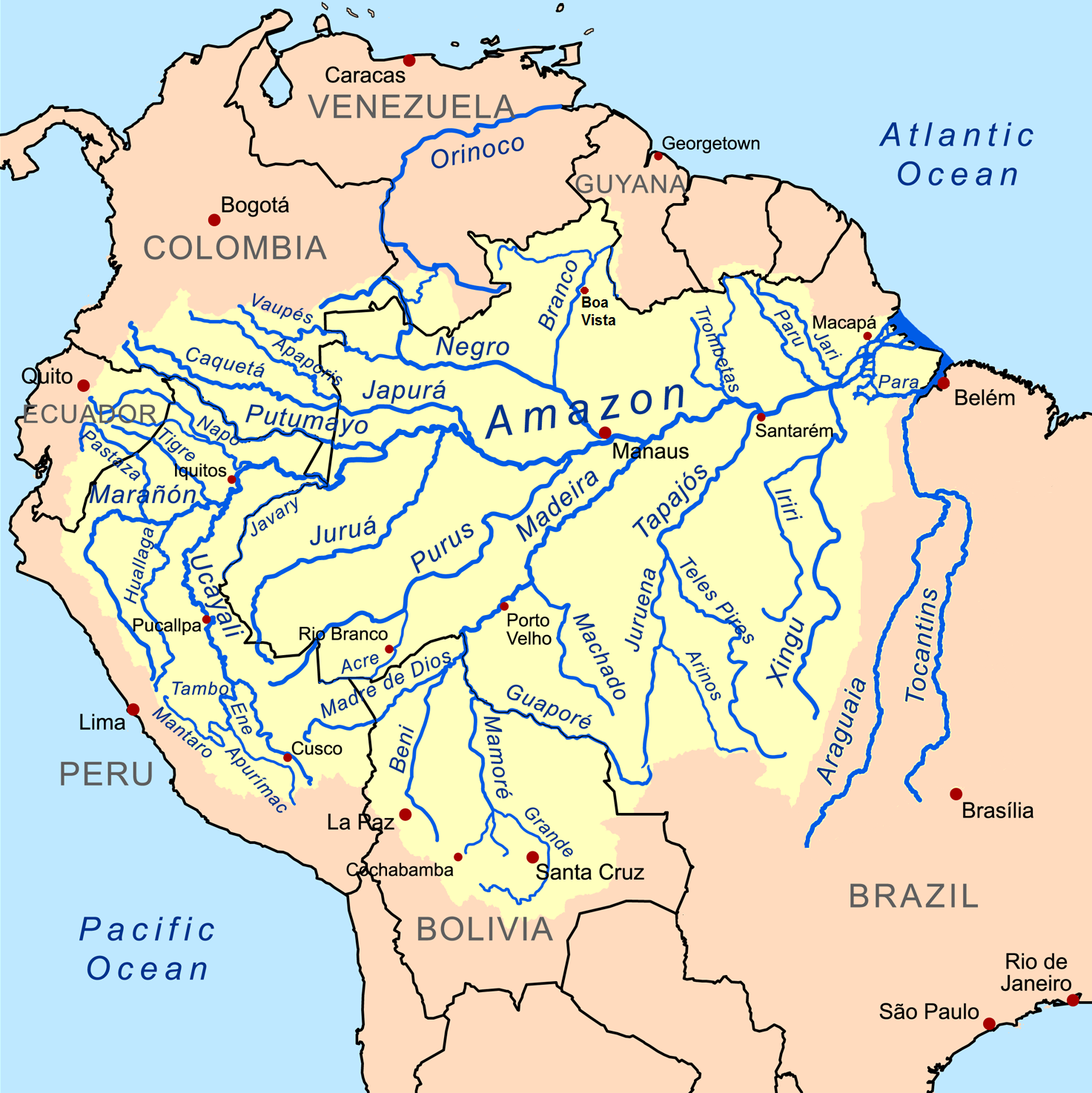
حوضه رود آمازون (بخش جنوب گوبان بخشی از حوضه آمازون است ولی در این نقشه مشخص نشده است)

حوضه آمازون (انگلیسی: Amazon basin) بخشی از آمریکای جنوبی که توسط رود آمازون و شاخه‌های آن زهکشی می‌شود. حوضه آبریز آمازون پهنه‌ای به مساحت تقریبی ۷٬۵۰۰٬۰۰۰ کیلومتر مربع یا حدود ۴۰ درصد قاره آمریکای جنوبی را می‌پوشاند. این حوضه در کشورهای بولیوی، برزیل، کلمبیا، اکوادور، گویان، پرو، سورینام و ونزوئلا قرار دارد.
بیشتر مساحت این حوضه آبریز با جنگل‌های آمازون پوشیده شده است که با مساحت ۵٬۵۰۰٬۰۰۰ کیلومتر مربع از جنگل‌های گرمسیری متراکم، بزرگ‌ترین جنگل بارانی کره زمین به‌شمار می‌رود.

## جغرافیا
رود آمازون به همراه شاخه اصلی خود رود مارانیون از کوه‌های آند در غرب این حوضه در کشور پرو سرچشمه می‌گیرد. رود آمازون معمولاً به عنوان دومین رود طولانی جهان شناخته می‌شود، با این حال گروهی از دانشمندان برزیلی ادعا کرده‌اند که آمازون طولانی‌ترین رود دنیاست. این رود مسیری ۶۴۰۰ کیلومتری را پیش از ورود به اقیانوس اطلس می‌پیماید. آمازون و زیرشاخه‌های آن بزرگ‌ترین حجم آبی کره زمین را تشکیل می‌دهند و حدود ۲۰ درصد حجم کل آب ورودی رودخانه‌ها به اقیانوس توسط آمازون انجام می‌شود. بخشی از جنگل‌های آمازون به دلیل ساخت مزارع پرورش گاو و کاشت سویا جنگل‌زدایی شده است. 
بلندترین نقطه در خط‌الرأس حوضه آمازون، قله یروپاجا با ارتفاع ۶٬۶۳۵ متر است. حوضه آمازون در گذشته و پیش از تشکیل کوه‌های آند به سمت غرب و اقیانوس آرام جریان داشته است، ولی تشکیل این رشته‌کوه باعث تغییر جهت آمازون به سمت شرق و اقیانوس اطلس شده است. از نظر تقسیمات سیاسی حوضه آمازون بین منطقه آمازون برزیل، آمازون پرو، منطقه آمازون کلمبیا و بخش‌هایی از بولیوی، اکوادور و ایالت آمازون ونزوئلا تقسیم شده است.